# Оук-Гров-Гайтс (Арканзас)
Оук-Гров-Гайтс (англ. Oak Grove Heights) — місто (англ. town) в США, в окрузі Грін штату Арканзас. Населення — 1104 особи (2020).

## Географія
Оук-Гров-Гайтс розташований на висоті 102 метра над рівнем моря за координатами 36°7′36″ пн. ш. 90°30′15″ зх. д. / 36.12667° пн. ш. 90.50417° зх. д. (36.126619, -90.504207).  За даними Бюро перепису населення США в 2010 році місто мало площу 7,89 км², з яких 7,87 км² — суходіл та 0,02 км² — водойми.

## Демографія
Згідно з переписом 2010 року, у місті мешкало 889 осіб у 312 домогосподарствах у складі 244 родин. Густота населення становила 113 особи/км².  Було 346 помешкань (44/км²). 
Расовий склад населення:
| - 97,5 % — білих - 1,0 % — чорних або афроамериканців - 0,2 % — азіатів - 0,1 % — корінних американців - 1,1 % — осіб інших рас |

До двох чи більше рас належало 0,0 %. Іспаномовні складали 1,2 % від усіх жителів.
За віковим діапазоном населення розподілялося таким чином: 26,2 % — особи молодші 18 років, 60,3 % — особи у віці 18—64 років, 13,5 % — особи у віці 65 років та старші. Медіана віку мешканця становила 36,4 року. На 100 осіб жіночої статі у місті припадало 95,4 чоловіків;  на 100 жінок у віці від 18 років та старших — 93,5 чоловіків також старших 18 років.
Середній дохід на одне домашнє господарство  становив 51 352 долари США (медіана — 52 500), а середній дохід на одну сім'ю — 51 921 долар (медіана — 53 750). Медіана доходів становила 36 827 доларів для чоловіків та 27 500 доларів для жінок. За межею бідності перебувало 9,7 % осіб, у тому числі 14,8 % дітей у віці до 18 років та 5,6 % осіб у віці 65 років та старших.
Цивільне працевлаштоване населення становило 386 осіб. Основні галузі зайнятості: виробництво — 29,5 %, освіта, охорона здоров'я та соціальна допомога — 16,6 %, роздрібна торгівля — 13,2 %.
За даними перепису населення 2000 року в Оук-Гров-Гайтс проживало 727 осіб, 218 сімей, налічувалося 264 домашніх господарств і 282 житлових будинки. Середня густота населення становила близько 92 осіб на один квадратний кілометр. Расовий склад Оук-Гров-Гайтс за даними перепису розподілився таким чином: 99,04 % білих, 0,96 % — представників змішаних рас.
З 264 домашніх господарств в 37,5 % — виховували дітей віком до 18 років, 71,6 % представляли собою подружні пари, які спільно проживали, в 6,8 % сімей жінки проживали без чоловіків, 17,4 % не мали сімей. 15,9 % від загального числа сімей на момент перепису жили самостійно, при цьому 5,7 % склали самотні літні люди у віці 65 років та старше. Середній розмір домашнього господарства склав 2,75 особи, а середній розмір родини — 3,07 особи.
Населення міста за віковим діапазону за даними переписом 2000 року розподілилося таким чином: 27,2 % — жителі молодше 18 років, 11,4 % — між 18 і 24 роками, 28,2 % — від 25 до 44 років, 24,8 % — від 45 до 64 років і 8,4 % — у віці 65 років та старше. Середній вік мешканця склав 33 роки. На кожні 100 жінок в Оук-Гров-Гайтс припадало 102,5 чоловіків, у віці від 18 років та старше — 98,1 чоловіків також старше 18 років.
Середній дохід на одне домашнє господарство в місті склав 31 979 доларів США, а середній дохід на одну сім'ю — 37 083 долара. При цьому чоловіки мали середній дохід в 25 333 долара США на рік проти 18 000 доларів середньорічного доходу у жінок. Дохід на душу населення в місті склав 12 603 долари на рік. 7,9 % від усього числа сімей в окрузі і 9,8 % від усієї чисельності населення перебувало на момент перепису населення за межею бідності, при цьому 7,1 % з них були молодші 18 років і 19,2 % — у віці 65 років та старше.